# The Alto Knights
The Alto Knights (bra: The Alto Knights: Máfia e Poder; prt: Alto Knights) é um filme de drama criminal americano dirigido por Barry Levinson e escrito por Nicholas Pileggi. O filme é estrelado por Robert De Niro em um papel duplo como os mafiosos dos anos 1950, Vito Genovese e Frank Costello. O filme é produzido pela Warner Bros. e Winkler Films.
The Alto Knights está agendado para ser lançado em 21 de março de 2025 nos Estados Unidos, pela Warner Bros. Pictures.

## Sinopse
Vito Genovese e Frank Costello são chefes da máfia ítalo-americana concorrentes, e Genovese ordena um golpe em Costello. Costello sobrevive, mas é ferido na tentativa e finalmente decide se aposentar da Máfia.

## Elenco
- Robert De Niro como Vito Genovese e Frank Costello
- Debra Messing como Bobbie Costello, esposa de Frank
- Kathrine Narducci como Anna Genovese, esposa de Vito
- Cosmo Jarvis como Vincent Gigante

## Produção

### Desenvolvimento
A Warner Bros. Pictures começou a trabalhar em The Alto Knights em maio de 2022 e deu sinal verde em agosto, com Nicholas Pileggi escrevendo o roteiro e Barry Levinson dirigindo o filme estrelado por Robert De Niro em um papel duplo. Em outubro de 2022, Debra Messing e Kathrine Narducci se juntaram ao elenco. Em janeiro de 2023, Cosmo Jarvis se juntou ao elenco.
O filme estava em desenvolvimento desde a década de 1970, mas ao longo das décadas foi repassado por todos os grandes estúdios.

### Filmagens
As filmagens ocorreram em dezembro de 2022 em Ohio. A produção fechou parte da US 35 em Condado de Greene, bem como a SR 123 na área metropolitana de Cincinnati antes de se mudar para os subúrbios de Cincinnati. Em outubro de 2023, o filme teve seu título alterado para Alto Knights e, em janeiro de 2025, um trailer revelou que o título final seria The Alto Knights.

## Lançamento
The Alto Knights será lançado em 21 de março de 2025 nos Estados Unidos, pela Warner Bros. Pictures. No Brasil, o filme será foi um dia antes, em 20 de março de 2025. Estava anteriormente agendado para ser lançado em 2 de fevereiro de 2024, e depois em 15 de novembro de 2024. Em 24 de outubro de 2023, a revista Variety relatou que, devido à greve da SAG-AFTRA de 2023, a Warner Bros. estava considerando adiar o lançamento do filme para 2025.